# Exercitiegenootschap van Sneek
Het Exercitiegenootschap van Sneek was ten tijde van de patriottentijd een gewapende particuliere organisatie met als doel de burgerij te oefenen in het hanteren van het geweer.
Het genootschap werd opgericht op 19 oktober 1783 onder goedkeuring van het stadsbestuur en de Staten van Friesland door burgers L. Adema, W. van Loon, H. van Zwaanenburg en C. Hoekstra.
Dit vrijcorps bestond uit verschillende compagnieën van 20 tot 40 personen. Aan het hoofd van iedere compagnie stond een kapitein. Deze kapitein werd geassisteerd door een luitenant, een vaandrig, twee sergeanten en had een tamboer of twee pijpers. In Sneek bestonden twee compagnieën; de grenadiers en de musketiers. Boven de kapiteins stonden de kolonel en zijn adjudant, hiernaast was er ook nog een exercitiemeester.
De leden droegen een snaphaan, een bajonet en een sabel. De sergeant droeg een hellebaard en degen. De grenadiers droegen een hoge muts en halve laarzen. De officieren droegen een sponton met degen en een blauwe rok, zwarte broek en camesool, een ringkraag voor de borst, een blauwe en witte echarpe om de borst en witte kousen. Allen hadden op het hoofddeksel een blauwe strik of cocarde met een witte roos in het midden. Officieren droegen daarbovenop een wit-blauwe pluim. Blauw en wit waren de traditionele kleuren van Westergo; elders in het land droegen de patriotten zwarte kokardes.
In Sneek oefende het corps van november tot maart wekelijks op woensdagmiddag. In de wintermaanden gebeurde dit maandelijks. Jaarlijks vond er een Wapenschouwing plaats ten overstaan van de magistraat van de stad. Deze voorstelling is hierboven te zien op de afbeelding. De hond op de voorgrond is het symbool van de patriotten, een zogenaamde keeshond. Hiernaast staat de in burger geklede man, mogelijk een burgemeester van Sneek.
Rond mei 1787 werden excercitiegenootschappen in Friesland verboden. Dit leidde tot heftige protesten en uiteindelijk tot een mislukte staatsgreep. In september bewerkstelligden gewapende patriotten een omwenteling in Franeker, Bolsward en andere plaatsen, die enkele weken later door Oranjegezinde troepen de kop werd ingedrukt. De belangrijkste leiders moesten naar het buitenland vluchten.